# Matteo Procopio

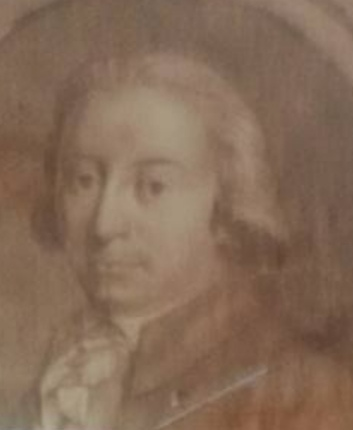
Matteo Procopio, ritratto conservato nel Museo di Savoca

Matteo Procopio (Savoca, 10 aprile 1753 – Savoca, 11 aprile 1811) è stato un filologo, presbitero e letterato italiano, cittadino del Regno di Sicilia.

## Biografia
Nacque a Savoca, terzo di cinque figli, da Marcello Procopio e Anna Vinci, entrambi appartenenti ad abbienti famiglie savocesi di notabili e proprietari terrieri; un fratello, don Nicolò Procopio (1754-1834), sacerdote e parroco a Savoca, fu proprietario di vaste consistenze immobiliari; un altro fratello, Vincenzo Procopio (1747-1822) fu cancelliere archiviario della municipalità di Savoca nei primi anni XIX secolo.
Dopo aver frequentato a Savoca la scuola di "Latino e belle Lettere" dell'abate Antonino Puliatti ed aver preso i voti sacerdotali, lasciò la Sicilia e studiò Medicina all'Università di Napoli. Distinguendosi per le vaste conoscenze letterarie e scientifiche, risulta iscritto a numerose Accademie dell'Italia continentale; soggiornò a Roma, Firenze, Bologna e Milano entrando in contatto con i più illustri letterati residenti in dette città.
Passò poi a Vienna, dove fu il primo a tradurre in italiano le poesie di Salomon Gessner; nella capitale austriaca scrisse e pubblicò una grammatica italiana, una francese e una tedesca.
Nel 1782 fu chiamato a occupare la cattedra di lingua e letteratura italiana presso l'Accademia Carolina di Stoccarda. 
Nel 1800, dopo vent'anni di insegnamento, fu costretto a lasciare la cattedra e il Ducato del Württemberg, a causa dell'invasione di Napoleone, rimpatriando definitivamente nel Regno di Sicilia. 
Ritirandosi definitivamente nel paese nativo, si dedicò all'amministrazione delle sue proprietà, continuando i suoi studi fino alla morte.
Morì a Savoca l'11 aprile del 1811 e fu sepolto nella cripta del locale Convento dei Cappuccini.

## Opere
- Grammatica italiana, pubblicata a Vienna e Stoccarda.
- Grammatica francese, pubblicata a Vienna e Stoccarda.
- Grammatica tedesca, pubblicata a Vienna e Stoccarda.
- Lezioni sull'origine e formazione della Lingua italiana e sulla Divina Commedia di Dante Alighieri. Stoccarda. 1794.
- Idilli di Salomon Gessner tradotti dall'originale tedesco in italiano. Stoccarda. 1796.
- La morte d'Abele in cinque canti di Salomon Gessner, tradotta dall'originale tedesco in italiano. Stampe di Barcellona. Palermo. 1801.
- Dafni di Salomon Gessner, tradotto dall'originale tedesco in italiano. Stamperia Tommaso Capra. Messina. 1836. Edita postuma a cura del nipote sacerdote don Gaetano Procopio.